# コサメ小女郎

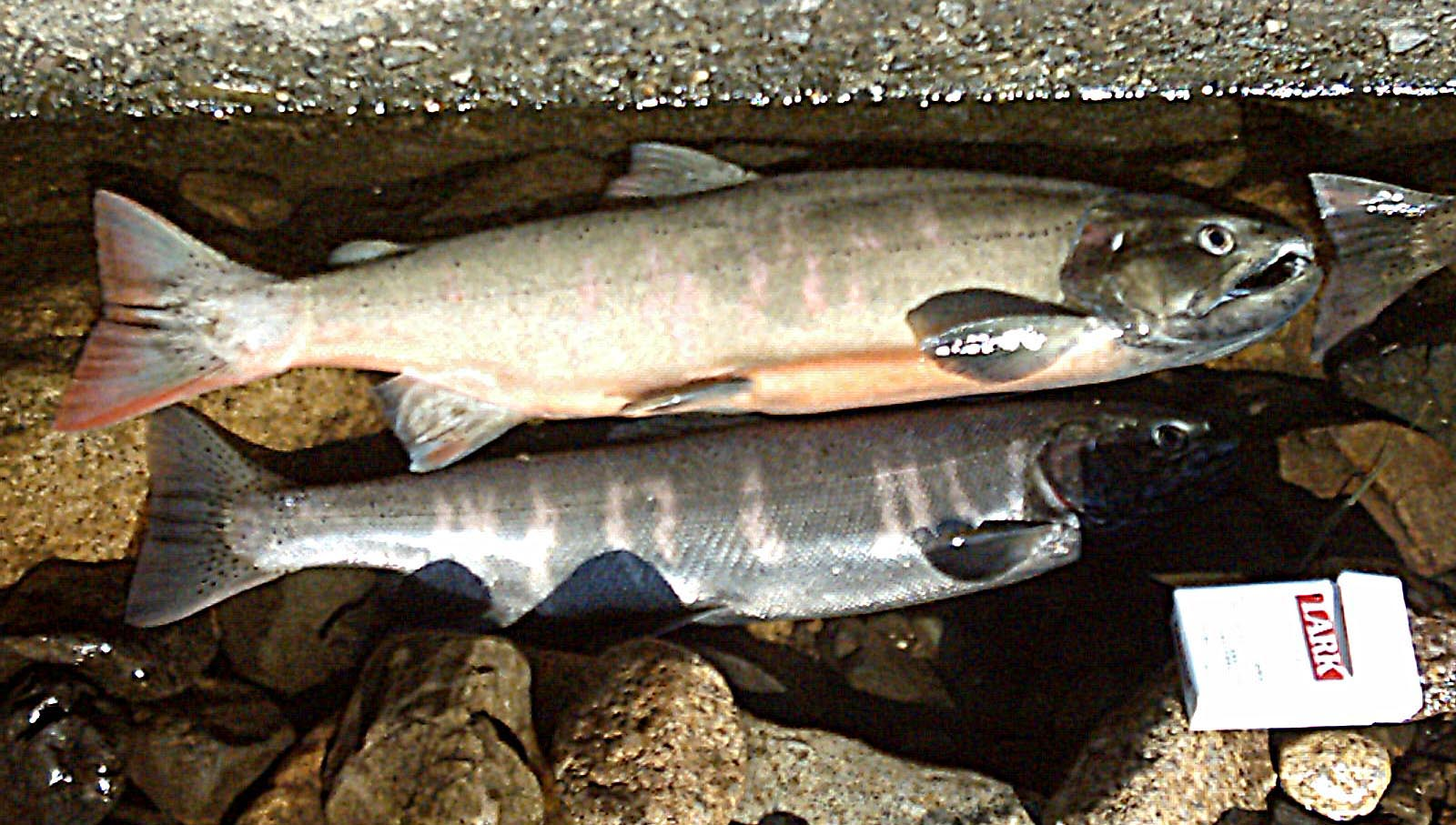
ビワマス（アメノウオ）

コサメ小女郎（コサメこじょろう）は、紀州日高郡龍神村（現・和歌山県田辺市）に伝わる妖怪。龍神村小又川の二不思議といわれる怪異の一つで、南方熊楠の著書『南方閑話』に記述がある。

## 概要
龍神村にあるオエガウラ淵という淵に住む妖怪であり、何百年という歳月を経たコサメ（魚）が妖怪と化したもの。人間の美女に化け、山に入って来たり淵に近づいたりする人間を誘惑し、水中に誘い込んで殺して食らっていたという。
あるときに小四郎という男に出会ったコサメ小女郎が、薪の灯りのもとで7年間飼い続けた鵜には敵わないと漏らしたため、小四郎がそのような鵜に淵を探らせたところ、目を抉られた大きなコサメの死体が浮かび上がった。その腹を割いたところ、中には木こりの鉈が7本あったため、7人の木こりがすでにコサメ小女郎に食べられ、すでに溶けてしまっていたことがわかったという。

## 解説
畔田伴存の著書『水族志』には、コサメとは紀州安宅（現・和歌山県西牟婁郡白浜町）でアメノウオ（ビワマス）を指す方言とあることから、熊楠はコサメ小女郎のコサメもアメノウオのことと推測しているが、近年の文献ではコサメ小女郎の正体をヤマメとしているものもある。
類話として和歌山県熊野川町（現・新宮市）で、淵に住む大きなアメノウオが人間に化け、村人たちに毒入りの酒や食べ物をすすめて人々を困らせていたが、ある者が長年飼いならされた鵜に淵を探らせて退治したという話がある。